# Oblus Talas
Der Oblus Talas (kirgisisch Талас облусу Talas oblussu Talas oblussu; russisch Таласская область Talasskaja oblast) ist eines von 7 Oblus in Kirgisistan und hat eine Bevölkerung von 270.950 Menschen. Es liegt im Nordwesten Kirgisistans und grenzt im Norden und Westen an Kasachstan, im Südwesten an Usbekistan, im Süden an das Oblus Dschalal-Abad und im Osten an das Oblus Tschüi. Hauptstadt ist Talas.

## Geographie
Das Oblus Talas liegt im Norden von Kirgistan in Zentralasien. Es erstreckt sich über eine Fläche von 11.400 km² (5 % der Landesfläche) und ist damit das kleinste Oblus Kirgisistans. Es ist ungefähr so groß wie das österreichische Bundesland Oberösterreich. Der gleichnamige Talas-Fluss fließt durch das Zentrum des Gebiets, welches im Wesentlichen das Tal des Talas einnimmt. Dieses bildet ein Dreieck, das im Osten seinen höchsten Punkt hat, wo sich Talas-Alatau und Kirgisischer Alatau treffen. Im Norden erweitert sich das Tal und grenzt an das Tiefland von Turan.
Das Oblus liegt in der gemäßigten Klimazone, wobei das Relief ein kontinentales Gepräge bedingt. Die mittleren Januartemperaturen liegen zwischen −6 und −14 °C und die mittleren Julitemperaturen bei 15 bis 25 °C. Pro Jahr gibt es zwischen 157 und 163 frostfreien Tagen. Die Niederschläge werden von Westen nach Osten weniger und liegen zwischen jährlich 300 und 400 mm. Die meisten Niederschläge fallen in den Monaten April und Mai, auf den Bergen in den Monaten Mai und Juni. Die Sommer sind trocken; eine bleibende Schneedecke gibt es in der Regel ab Dezember.
Der wichtigste Fluss des Oblus ist der Talas, der durch den Zusammenfluss der Quellflüsse Utschkoschoi und Karakol entsteht, in Richtung Westen fließt und in der Wüste Mujunkum versiegt. Wichtige Nebenflüsse des Talas sind der Urmaral, Kümüschtak, Kenkol, Karabuura, Beschtasch, Nyldy und Kalba. Es gibt nur wenige Seen im Oblus Talas; der größte See entstand durch einen Erdrutsch am Fluss Beschtasch. Etwa 164,7 km² sind von Gletschern bedeckt, von denen es im Oblus Talas 281 gibt. Die größten sind Wokrug Sweta mit 6,8 km² und Manas mit 6,4 km².

## Bevölkerung
Das Oblus Talas hatte bei der Volkszählung 1999 eine Bevölkerung von 199.900 Personen und im Jahr 2009 von etwa 226.000 bei einer Bevölkerungsdichte von 19 Menschen pro km² und stand damit an sechster Stelle in Kirgisistan.
Die meisten Menschen (83,7 %) leben auf dem Land. Die größte Stadt auf dem Gebiet ist die Hauptstadt Talas.

## Geschichte
Das Oblus Talas wurde 1944 eingerichtet, 1956 wieder aufgelöst und 1980 erneut gegründet.

## Wirtschaft
Zu sowjetischen Zeiten war die Wirtschaft des Oblus auf Anbau und Verarbeitung von Agrarprodukten spezialisiert. Dabei war, neben Lebensmitteln, auch Tabakanbau für den eigenen Bedarf und den Export von Bedeutung. Daneben waren der Tourismus und sonstige Dienstleistungen von Bedeutung. Nach der Auflösung der Sowjetunion 1991 gestaltete sich der Weg von der Plan- zu einer Marktwirtschaft schwer. Staatliche Subventionen für die Betriebe und der sowjetische Markt fielen aus. Viele industriellen Betriebe mussten in den 1990er-Jahren schließen. 1997 wurde versucht, dem entgegenzuwirken, indem beim Bahnhof Dschon-Debe an der kasachischen Grenze eine freie Wirtschaftszone eingerichtet wurde.
Heute ist die Landwirtschaft der Hauptwirtschaftszweig. Daneben spielen der Tourismus, die Verarbeitung landwirtschaftlicher Produkte und Dienstleistungen eine Rolle. Der Tourismus konzentriert sich auf Manas Ordo, dem Mausoleum des epischen Helden Manas.
Der größte Flughafen des Oblus ist der Flughafen Talas. Ein weiterer Flughafen im Oblus befindet sich mit dem Flughafen Pokrowka in Pokrowka.

## Verwaltungsgliederung
Das Oblus Talas ist in vier Rajons unterteilt. Folgende Rajons befinden sich in Talas:
| Rajons Oblus Talas | Rajons Oblus Talas | Rajons Oblus Talas | Rajons Oblus Talas |
| Rajon              | Verwaltungs- sitz  | Lage               |                    |
| ------------------ | ------------------ | ------------------ | ------------------ |
| Bakaiata           | Bakaiata           |                    |                    |
| Karabuura          | Kysyladyr          |                    |                    |
| Manas              | Semetei            |                    |                    |
| Talas              | Manas              |                    |                    |